# Лі Стробель
Лі Стробель (нар. 25 січня 1952, Арлінгтон-Хайтс, Іллінойс, США) — американський християнський автор і колишній журналіст-розслідувач. Він написав декілька книг, у тому числі чотири, які отримали нагороди ECPA Christian Book Awards.(1994, 1999, 2001, 2005). Він був колишнім атеїстом, але після навернення жінки до Христа, він повірив в Бога у 1981 році.

## Біографія
Стробель народився в Арлінгтон-Гайтс, штат Іллінойс. Він отримав ступінь журналіста в Університеті Міссурі та ступінь магістра права в Єльському університеті права.
Лі став журналістом Chicago Tribune та інших газет протягом 14 років. У 1980 році програма нагородження газети Асоціації редакторів штату Іллінойс (UPI Illinois Editors Association) дала йому перше місце за державну службу (премія Len H. Small Memorial) за його висвітлення процесу аварії Пінто за груповим позовом проти Ford Motor Company у Вінамаку, Індіана. Пізніше Стробель став помічником головного редактора Daily Herald, перш ніж залишити журналістику в 1987 році. Стробель стверджує, що він був атеїстом, коли почав досліджувати біблійні твердження про Христа після навернення його дружини. За результатами розслідування він став християнином у віці 29 років.

## Особисте життя
Одружений із Леслі Стробель(нар. 3 вересня, 1953). Має двох дітей:
- Елісон(нар. 1976) - письменниця[5];
- Койл(нар. 1981) - доцент духовного богослов’я та формування в Школі теології Телбота .

## Нагороди
- У 2007 році йому було присуджено почесний докторський ступінь Південної євангельської семінарії на знак визнання його внеску в християнську апологетику.[6]
- 1994, 1999, 2001 та 2005 роки нагорода ECPA Christian Book Awards була вручена такими книгами як: 
  - Inside The Mind Of Unchurched Harry And Mary(1993);
  - The Case for Christ(1998);
  - The Case for Faith(2000);
  - The Case For A Creator(2004);

### "The Case for..." серії
- The Case for Christ: A Journalist's Personal Investigation of the Evidence for Jesus (1 вересня 1998)
- The Case for Faith: A Journalist Investigates the Toughest Objections to Christianity (1 жовтня 2000)
- The Case for a Creator: A Journalist Investigates Scientific Evidence That Points Toward God (2004)
- The Case for Easter: Journalist Investigates the Evidence for the Resurrection (2004)
- The Case for Christmas: A Journalist Investigates the Identity of the Child in the Manger (13 вересня 2005)
- The Case for the Real Jesus: A Journalist Investigates Current Attacks on the Identity of Christ (10 жовтня 2007)
- The Case for Grace: A Journalist Explores the Evidence of Transformed Lives (9 квітня 2013)
- The Case for Christianity Answer Book (1 липня 2014)
- The Case for Hope: Looking Ahead with Confidence and Courage (29 вересня 2015)
- In Defense of Jesus: Investigating Attacks on the Identity of Christ (6 вересня 2016)
- The Case for Miracles: A Journalist Investigates Evidence for the Supernatural (27 березня 2018)
- The Case for Heaven: A Journalist Investigates Evidence for Life After Death (14 вересня 2021)

### Дитяча апологетична серія
- The Case for Faith for Kids(2006)
- The Case for Christ for Kids(2006)
- A Case for a Creator for Kids(2006)
- Off My Case for Kids: 12 Stories to Help You Defend Your Faith(2006)[7]

## Фільмографія
- Бог не мертвий 2 (2016)[8]

Плюс є ще один фільм на честь його твору "Справа для Христа"(2017). Там розказується про одного журналіста (Лі Стробеля), який хотів доказати, що Бога нема. Але чим дальше він йде до цього, тим сильніше він притягується до Христа.